# 高天原 (富山県)

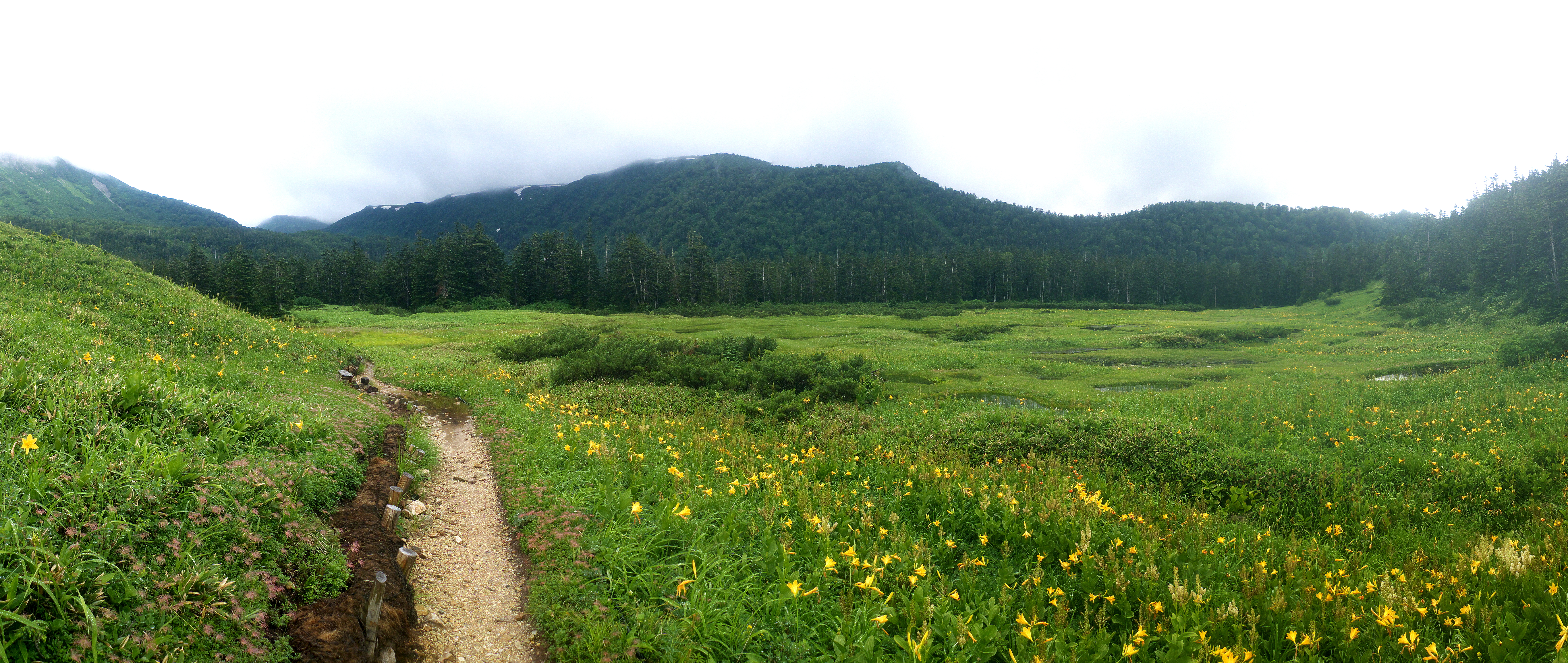
高天原湿原

高天原（たかまがはら）は、富山県富山市の飛騨山脈（北アルプス）水晶岳西麓にある湿原。「日本一遠い温泉」とも呼ばれる高天原温泉が所在している。

## 特徴

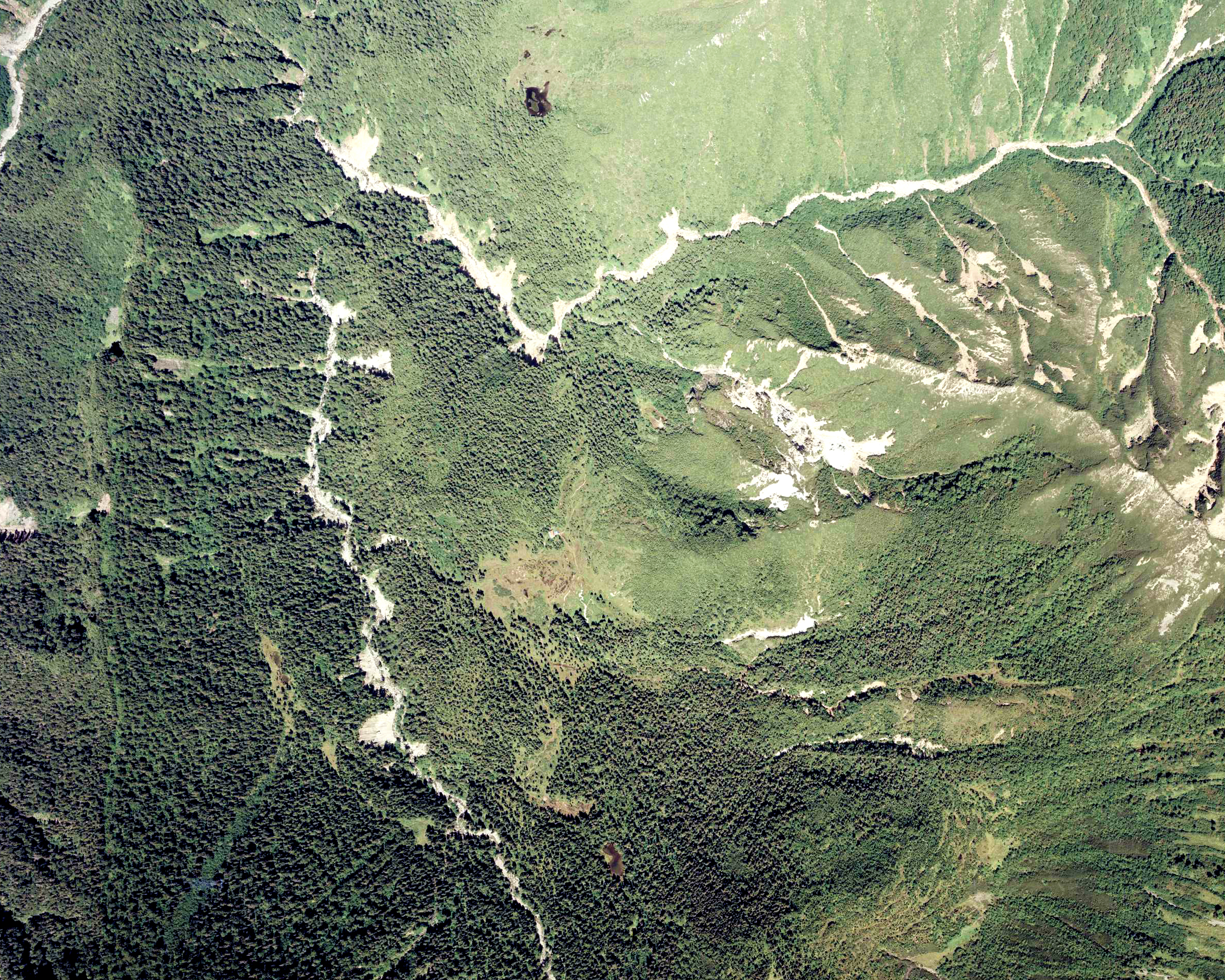
高天原周辺の空中写真。
1977年9月16日撮影。。

この湿地は水晶岳西面の地滑りによってよって形成された緩斜面や窪地が湿地になったと見られている。高天原峠を挟んで、日本最後の秘境と言われる雲ノ平と隣接している。
高天原の北端には夢ノ平と呼ばれる平坦地があり、竜晶池が所在する。かつてはそのさらに奥の薬師見平などまで、高天原新道という登山道が通じていたが、廃道になった。
湿地内には無数の池塘が存在する。「高天原のカラマツ群落」と「高天原のダケスゲ群落」が県の特定植物群落に指定されている。

## アクセス
折立から太郎兵衛平・薬師沢小屋・高天原峠を経由するルートが最も近い。そのほか鷲羽岳方面から岩苔小谷と並行して下るルートや、水晶岳と赤牛岳の間にある温泉沢ノ頭から温泉沢沿いに下りてくるルートなどがある。いずれにしても日帰りは困難である。